# South Bucks
South Bucks – dawny dystrykt niemetropolitalny w hrabstwie Buckinghamshire w Anglii, istniejący w latach 1974–2020. W 2011 roku dystrykt liczył 66 867 mieszkańców.
1 kwietnia 2020 roku włączony został do nowo utworzonej jednostki typu unitary authority Buckinghamshire.

## Miasta
- Beaconsfield

## Inne miejscowości
Boveney, Burnham, Denham, Dorney, Farnham Common, Farnham Royal, Fulmer, Gerrards Cross, Hedgerley, Hitcham, Iver, Stoke Poges, Taplow.